# 믿을 수 없는 이야기
《믿을 수 없는 이야기》(영어: Unbelievable)는 미국의 웹 텔레비전 드라마 시리즈로 토니 콜렛, 메릿 웨버, 케이틀린 디버가 출연한다. 워싱턴과 콜로라도에서 발생한 연쇄 강간 사건을 다룬다. 수재나 그랜트, 아옐렛 월드먼, 마이클 셰이본이 제작하고, 마이클 셰이본, 아옐렛 월드먼, 세라 팀버먼, 칼 베벌리, 케이티 커릭이 총괄 프로듀서로 참여했다. 2019년 9월 13일 넷플릭스에서 공개되었다.
T. 크리스천 밀러와 켄 암스트롱이 써서 퓰리처상을 받은 더 마셜 프로젝트(The Marshall Project)와 프로퍼블리카의 기사 〈믿을 수 없는 강간 이야기〉(An Unbelievable Story of Rape), 라디오 방송 《디스 아메리칸 라이프(This American Life)》의 에피소드 ‘의심의 해부학(Anatomy of Doubt)’에 등장하는 실제 사건에서 영감을 얻었다.

## 등장 인물

### 주요 인물
- 토니 콜렛 - 그레이스 라스무센, 콜로라도주 웨스트민스터 경찰서 형사
- 메릿 웨버 - 캐런 듀발 형사, 콜로라도주 골든 경찰서 형사
- 케이틀린 디버 - 마리 애들러

### 주변 인물
- 카이 레녹스 - 스티브 라스무센, 그레이스의 남편이자 검찰 수사관
- 데일 디키 - 로즈마리
- Patricia Fa'asua - 베카, 오크데일 위기청소년 상담사
- 찰리 맥더모트 - 타이, 오크데일 위기청소년 상담사
- 오스틴 허버트 - 맥스 듀발, 캐런의 남편이자 웨스트민스터 경찰서 경찰관
- 헨드릭스 얀시 - 데이지
- 오브리 풀러 - 로지
- 오마 마스카티 - 일라이어스, 로즈마리의 웨스트민스터 경찰서 데이터 분석 인턴
- 엘리자베스 마블 - 주디스, 마리의 최근 위탁모
- 브리짓 에버렛 - 콜린, 마리의 예전 위탁모
- 브렌트 섹스턴 - 알, 콜린의 남편이자 마리의 예전 위탁부
- 리자 라피라 - 미아
- 에릭 랭 - 파커 형사, 마리 사건에 배정된 린우드 형사
- 빌 파거바키 푸르티 형사, 마리 사건에 배정된 린우드 형사
- 바네사 벨 콜로웨이 - 세라
- 대니엘 맥도널드 - 엠버
- 애널리 애슈퍼드 - 릴리
- 스콧 로런스 - FBI 특수요원 빌리 태가트
- 셰인 폴 맥기 - 마리의 전남자친구

## 줄거리
십 대 여성인 마리 애들러(케이틀린 디버)가 집에 들어온 침입자에게 성폭행을 당했다고 경찰에 신고한다. 그러나 수사를 맡은 형사들과 가까운 지인들은 마리가 거짓말을 한다고 의심한다. 한편, 수백 킬로미터 떨어진 지역에서 형사 그레이스 라스무센(토니 콜렛)과 캐런 듀발(메릿 웨버)은 불가사의하게 비슷한 불법 침입 강간 사건들을 조사하다가 만난다. 두 사람은 연쇄 강간범의 가능성을 염두에 두고 공동 수사에 착수한다.

## 에피소드 목록
모든 에피소드는 2019년 9월 13일에 공개되었다.
| 회차 | 제목  | 감독          | 각본                         | 분량 |
| ---- | ----- | ------------- | ---------------------------- | ---- |
| 1    | "1화" | 리사 촐로덴코 | 수재나 그랜트, 마이클 셰이본 | 27분 |
| 2    | "2화" | 리사 촐로덴코 | 수재나 그랜트                | 24분 |
| 3    | "3화" | 리사 촐로덴코 | 수재나 그랜트                | 23분 |
| 4    | "4화" | 마이클 디너   | 마이클 셰이본, 아옐렛 월드먼 | 28분 |
| 5    | "5화" | 마이클 디너   | 제니퍼 셔                    | 23분 |
| 6    | "6화" | 마이클 디너   | 베키 모드                    | 27분 |
| 7    | "7화" | 수재나 그랜트 | 수재나 그랜트, 베키 모드     | 21분 |
| 8    | "8화" | 수재나 그랜트 | 수재나 그랜트, 마이클 셰이본 | 28분 |

## 관련 도서
- 《믿을 수 없는 강간 이야기》 - T. 크리스천 밀러/켄 암스트롱 (반비) 2019년 8월 ISBN 979-11891989-4-7